# دان تي كارتر
دان تي كارتر (بالإنجليزية: Dan T. Carter)‏ هو مؤرخ أمريكي، ولد في 17 يونيو 1940 في الولايات المتحدة.

## وصلات خارجية
- دان تي كارتر على موقع IMDb (الإنجليزية)